# 運命の寓意
『運命の寓意』（うんめいのぐうい、英: Allegory of Fortune）、または『運命』（うんめい、伊: La Fortuna、英: La Fortuna）は、イタリア・バロック期の画家サルヴァトル・ローザが1658-1659年にキャンバス上に油彩で制作した絵画で、ローマ神話の女神フォルトゥーナを表している。この絵画が最初に公開された際は騒動を引き起こし、ローザは投獄され、破門されかねない状況であった。ローザは風景画で知られているが、神話、魔術、肖像、風刺の分野でも作品を制作した。本作は1978年以来、ロサンゼルスにあるJ・ポール・ゲティ美術館に所蔵されている。 

## 背景
本作は、ローザがローマ教皇の宮廷を批判した『バビロニア』を執筆したのとほぼ同時期に制作された。美術批評家ブライアン・スューウェルによれば、この風刺的な作品の矛先は間違いようのないものであった。ローザの友人たちは作品を密かに見てから、作品が教皇アレクサンデル7世の後援に対する風刺的攻撃であるため、ローザに公的に展示すべきではないと忠告した。1659年に、本作はローマのパンテオンで展示されたが、その結果、ローザは投獄され、破門されそうになった。ローザは教皇の兄弟ドン・マルコ・キージの介入によって、この屈辱的状況から救われた。
最終的に、ローザは絵画の説明を提示する必要性を確信した。彼はマニフェストという形でこれを行い、芸術批評家ジェームズ・エルムズによれば、「彼の (描いた) 豚は教会聖職者ではなく、ラバは衒学者でなく、ロバはローマの貴族ではなく、猛禽類と肉食獣はイタリアの支配者の専制君主ではないと証明したのである」。
なお、ローザは本作よりも早い時期のヴァージョンを1640年代に制作している。

## 作品
制作年が記されていない本作は、縦が200.7センチ、横が133センチである。画面下部左側にある本に記された「SR」のイニシャルは、画家ローザを表す。時に『運命』と呼ばれる作品は運の擬人像フォルトゥーナが動物たちに受け取るに値しない贈り物を与えている姿を描いている。伝統的な描写ではフォルトゥーナは目隠しをされており、好物を入れた豊饒の角 (コルヌコピア) はまっすぐに立てられている。ローザはこの伝統を逆転させており、フォルトゥーナはどこで誰に贈り物をしているか完全にわかっており、ひっくり返されたコルヌコピアから贈り物を与えている。これは無謀な浪費を表現している。
宝石、宝冠、王笏、金貨、真珠、バラ、ブドウ、穀物、ベリー類がコルヌコピアから下にいる動物たちに注がれている。一方、動物たちは、教育、芸術、知識の象徴を踏みつけている。教皇の象徴であるロバは枢機卿の赤色と金色の外套を纏い、知恵の象徴として登場しているフクロウを覆い隠し、その上に影を投げかけている。絵画は画家ローザが教皇の後援を失ったことに対する遺恨を表しており、個人的な示唆を描き込んだのである。バラ (イタリア語で「ローザ」) はローザの名前を意味し、本の上にはパレットが置かれ、本には彼のイニシャルが記されている。バラを踏みつけている豚もまた、ローザを踏みつけていることを象徴する。

## 展示と来歴

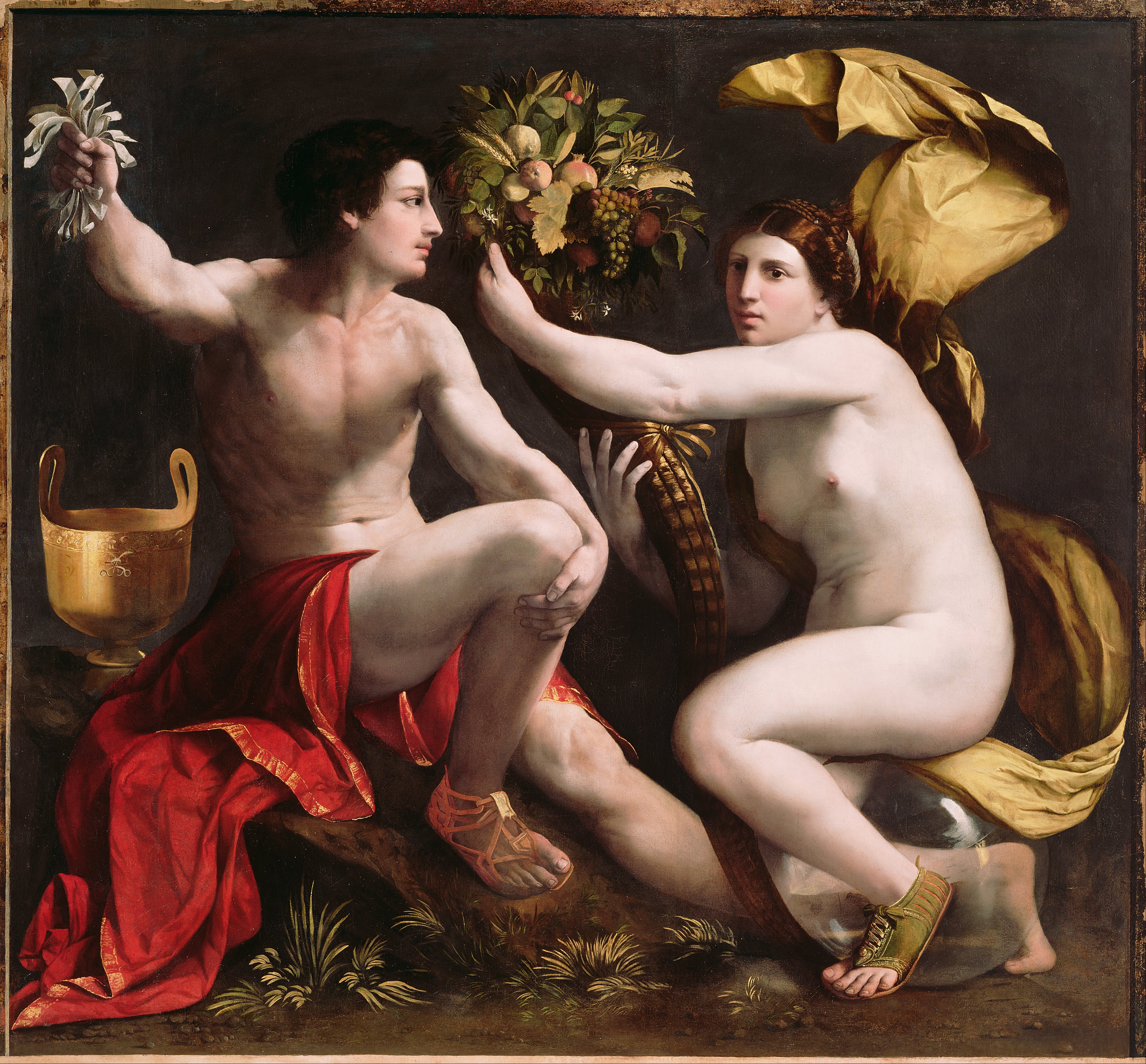
ドッソ・ドッシ『運命の寓意』 (1530年ごろ)、J・ポール・ゲティ美術館、ロサンゼルス。通常通り、コルヌコピアをまっすぐに立てて描いている。

1659年に展示された後、この絵画はカルロ・デ・ロッシに取得され、1683年ごろの彼の死に際し、アントニオ・ヴァッローリの所有となった。
1727年にヴァッローリが600スクードで本作をボーフォート公爵ヘンリー・サマセット＝スクーダモアに売却したことで、作品はイタリアを離れ、イングランドに移った。公爵はグランドツアー中で、もう1点の作品『ユピテルの養育』と本作の2点のローザの絵画を購入した。遺産相続により、作品は代々のボーフォート公爵に受け継がれたが、1957年に第10代公爵ヘンリー・サマセットに売却され、マールバラ・ギャラリー (ニューヨーク) に購入された。次いで、1971年にはマールバラ・ギャラリーからジャン・ポール・ゲティに取得された。1978年にJ・ポール・ゲティ美術館に移されるまで、本作は3回展示されただけであった。1827年5月21日からブリストル・インスティテューションで、1859年にブリティッシュ・インスティテューションで、そして1972年夏のミネアポリス美術館におけるゲティのコレクション展においてである。21世紀に入ってから、作品は最初に2010年にロンドンのダリッジ・ピクチャー・ギャラリーにおける「盗賊、荒野、魔術展」で、そして2010年12月から2011年3月までテキサス州のキンベル美術館で展示された。